# Munkamegosztás
A munkamegosztás a társadalmi kooperáció egyik formája. Tág értelemben a különböző, de egyúttal egymással összefüggésben álló munkafajták, termelési funkciók, foglalkozások, valamint a köztük lévő társadalmi kapcsolatok rendszere. 
A modern társadalmakban az emberek nem képesek arra, hogy minden olyan jószágot, amelyre igényük van, maguk állítsanak elő. De ha ezt meg is tudnák tenni, a gazdaság akkor is sokkal kevésbé hatékonyan működne, mint abban az esetben, ha bizonyos személyek néhány jószág termelésére specializálódnak – ezt a folyamatot nevezzük munkamegosztásnak.
A munkamegosztás megvalósulását, a foglalkozások sokféleségét számos közgazdasági és más tudományág vizsgálja, mint a gazdaságstatisztika, a gazdaságföldrajz, a demográfia.
A munkamegosztás már a közgazdaságtant megalapító Adam Smithnél kulcsfogalom volt.

## Munkamegosztás és hatékonyság
A termelésben alkalmazott munkamegosztással elért nagyobb hatékonyság mögött több tényező is áll: 
- A munkafeladat részekre bontása lehetővé teszi a tömegtermelést, mert a félkész termékek minősége ellenőrizhető, így a hibák nem halmozódnak föl a késztermékben.
- A részfeladatok munkaköröket határoznak meg. Egy-egy munkakörben nem kell az átállási idő miatti kieséssel számolni.
- Az emberek képességei különbözőek. Mindenki azt a részfeladatot végezheti, amihez a legjobban ért, amiben a leghatékonyabb.
- A javak többségének előállításához szakképzettségre van szükség, amelynek megszerzése hosszú időt igényelhet: például egy cipésznek sokkal kevesebb ráfordítással jár a lábbelink előállítása, mint saját magunknak.
- Az igazán kis részfeladatok elvégzéséhez azonban még szaktudás sem kell, vagyis sokaknak nem kell tanulással vesződniük.
- Nemzetközi munkamegosztás: a termelésben a földrajzi-területi különbségek is fontos szerepet játszanak: például egy Magyarországon élő embernek hiába van igénye banánra, azt ő maga nem, csak egy több ezer kilométerrel délebbre élő munkás tudja megtermelni.

## Társadalmi munkamegosztás
A munkamegosztás a közvetlen termelésen túl az egész társadalomban jelen van. Ilyen az anyagi, fizikai és a szellemi, a végrehajtó és az irányító munka megosztása. A társadalmi munkamegosztás kifejeződése az anyagi termelés, a tudomány, a művészet és más tevékenységek elkülönülése és az ezeken belüli további tagozódás.

## Hátrányai
- A munkamegosztás negatív hatása, hogy a bekapcsolódás szabad döntésből kényszerré válik. Ahogy a társadalmi integráció mértéke nő, fokozódik az egymásrautaltság, mert az önellátás egyre jobban ellehetetlenül.
- A sokrétű emberi képességek kibontakoztatása helyett tudati beszűkülésre, egyoldalúságra ösztönöz.
- A nyílt és személyes hatalmi viszonyok helyét a termelési folyamatot irányító személytelen uralom veszi át, amely sokszor technológiai kényszernek tünteti föl magát.

Végső soron a munkamegosztás legfontosabb hátrányos következménye az elidegenedés.

## Forrás
- ↑ Filozófiai kislex: Filozófiai kislexikon. Budapest: Kossuth. 1973.   235. o.